# Кутузов, Роман Владимирович
Роман Владимирович Кутузов (16 февраля 1969, Владимир, Владимирская область, РСФСР, СССР — 5 июня 2022, Николаевка, Луганская область, Украина) — российский военачальник. Начальник штаба — первый заместитель командующего 8-й общевойсковой армией Южного военного округа, генерал-лейтенант (посмертно, 2022). Герой Российской Федерации (2022, посмертно).

## Биография
Роман Владимирович Кутузов родился 16 февраля 1969 года в городе Владимире. Учился во владимирских школах № 17, № 23 и № 9.
С 1986 по 1990 год — курсант Рязанского высшего военного командного училища связи имени Маршала Советского Союза М. В. Захарова. По окончании училища — на службе в Воздушно-десантных войсках. Проходил военную службу на должностях от командира взвода до заместителя начальника мобильного узла связи по вооружению отдельной бригады связи ВДВ.
В 1999 году окончил Военную академию связи, по окончании которой назначен начальником Воздушного пункта управления ВДВ. С 2002 по 2008 год — командир 38-й гвардейской бригады управления, служил помощником командующего ВДВ по работе с личным составом — начальником отдела по работе с личным составом ВДВ.

В 2015 году окончил Военную академию Генерального штаба Вооружённых сил Российской Федерации. Проходил службу начальником окружного учебного центра, с 2017 по 2018 год — заместитель командующего, врио командующего 5-й общевойсковой армией Восточного военного округа (Уссурийск), затем — начальник штаба — заместитель командующего 29-й общевойсковой армией Восточного военного округа (Чита).

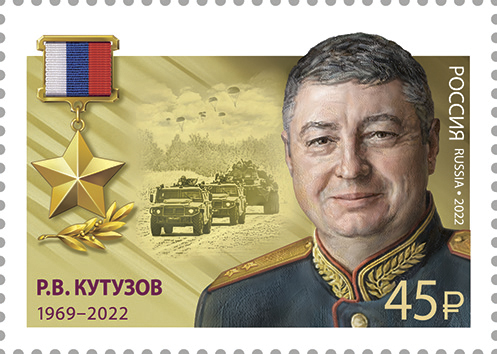
На почтовой марке изображены портрет Героя Российской Федерации Р. В. Кутузова, сцена боевых действий и медаль «Золотая Звезда».

На 2022 год — начальник штаба — первый заместитель командующего 8-й общевойсковой армией Южного военного округа (Новочеркасск).
Участник вторжения России на Украину. Командовал 1-м армейским корпусом ДНР.
Погиб 5 июня 2022 года в посёлке Николаевка возле города Попасная Луганской области Украины.

## Память
Во Владимире имя Романа Кутузова присвоено средней общеобразовательной школе № 9. На здании школы установлена мемориальная доска работы народного художника Российской Федерации Салавата Щербакова.
27 июля 2022 года Совет народных депутатов города Владимира принял решение о переименовании улицы Парижской Коммуны в улицу Кутузова.